# 原胤従
原 胤従（はら たねより）は、戦国時代から江戸時代初期にかけての武将。甲州九口之道筋奉行、後に八王子千人同心9人の千人頭のうちの一家。

## 生涯
小弓城主原氏の家系であるという。武田信玄・勝頼の2代に仕える。槍衆の統率を担い、たびたび戦功をあげた。
天正10年（1582年）3月、織田信長・徳川家康連合軍による武田征伐で武田氏が滅亡すると、父と共に徳川家康に仕え、甲斐の旧領98貫文と同心衆を安堵された。(天正壬午起請文）。
天正12年（1584年）、小牧・長久手の戦いに従軍。この年に父胤歳が死去。天正18年（1590年）、関東移封後は北条氏照の残党対応のため、氏照旧領の八王子に移転、天正19年（1591年）に九戸政実の乱に際しては岩出山城まで出張するが、この時に配下の同心を増やされ、これが後に八王子千人同心の千人頭9家のうちの一家となった。
文禄元年（1592年）肥前名護屋城出張(文禄・慶長の役)に在陣。慶長3年（1598年）に隠居して家督を子の胤虎に譲った。

## 系譜
子孫は八王子千人同心千人頭として明治期まで存続。

## その他
- 武田二十四将の原昌胤とは別系。
- 父・原虎吉(胤歳)は一魁斎芳年筆「川中嶋大合戦之図」の信玄・謙信一騎打ち逸話の絵図で有名。